# Amakasu Kagemochi
Amakasu Kagemochi (甘糟 景持?; ... – 1604) è stato un samurai giapponese del periodo Sengoku..

## Biografia
Fu servitore del clan Uesugi il cui valore era pari a quello di Kakizaki Kageie.
Servì come guardia delle retrovie nella quarta battaglia di Kawanakajima, e la sua audacia in battaglia era tale che anche Takeda Shingen lo elogiò affermando: "È Kenshin che guida la retroguardia?".
Combatté anche contro il clan Oda.